# Pat Martino/Live!
| Recensione | Giudizio |
| ---------- | -------- |
| AllMusic   |          |

Pat Martino/Live! è un album Live di Pat Martino, pubblicato dall'etichetta discografica Muse Records nel marzo del 1974.

## Tracce

### LP
Lato A
1. Special Door – 17:43 (musica: Pat Martino)

Lato B
1. The Great Stream – 10:20 (musica: Pat Martino)
2. Sunny – 10:25 (Bobby Hebb)

## Formazione
- Pat Martino – chitarra
- Ron Thomas – pianoforte elettrico
- Tyrone Brown – basso elettrico
- Sherman Ferguson – batteria

Note aggiuntive
- Don Schlitten – produttore
- Registrato dal vivo nel settembre 1972 al Jazz City di New York City (Greenwich Village), New York
- Michael Delugg – ingegnere delle registrazioni
- Dan Morgenstern – note retrocopertina album originale [3]